# 이현정 (컬링 선수)
이현정(1978년 9월 27일~)은 대한민국의 컬링 선수이다.